# Jofré Borgia

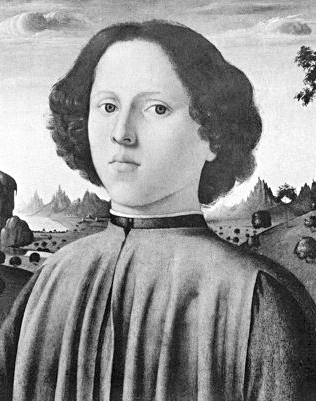
Jofré Borgia

Jofré Borgia (auch: Jofre, Joffre, Gioffre oder Goffredo Borgia oder Borja), (* 1481/82; † Dezember 1516 oder Januar 1517 in Squillace) war der jüngste Sohn von Rodrigo Borgia (1431–1503), des späteren Papstes Alexander VI., und dessen Lebensgefährtin Vanozza de’ Cattanei (1442–1518). Seine älteren Geschwister waren Cesare (1475–1507), Juan (1476/78–1497) und Lucrezia Borgia (1480–1519).

## Leben

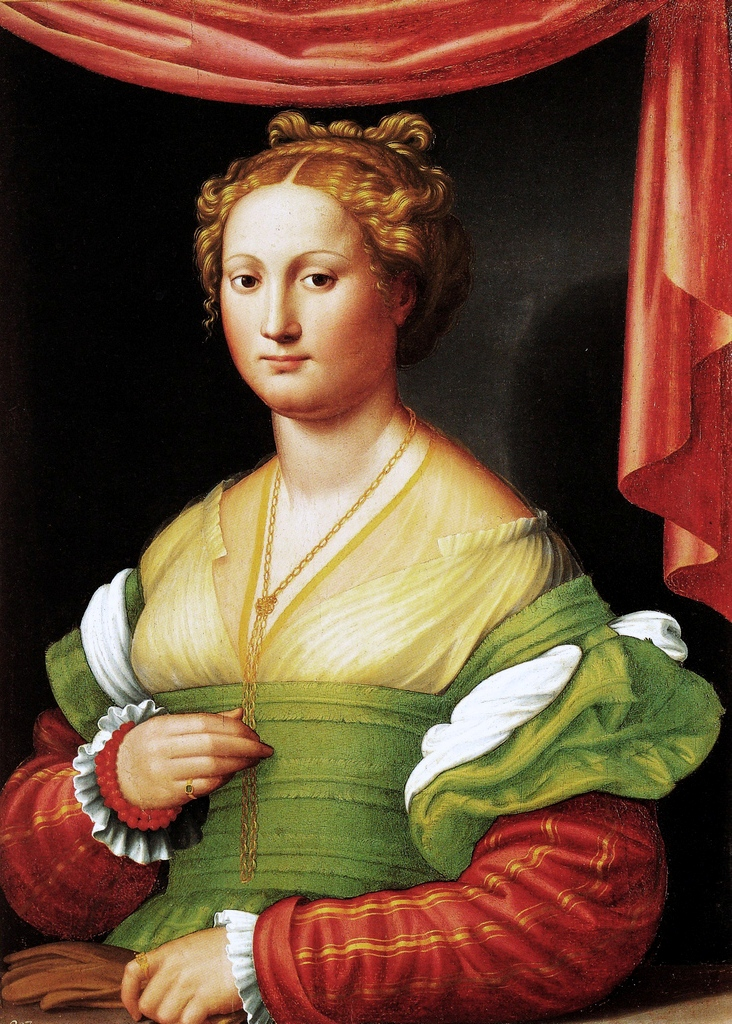
Vanozza de’ Cattanei; Ausschnitt des Porträts von Innocenzo Francucci; Galleria Borghese, Rom

Vanozza de’ Cattanei führte um 1481 neben ihrer außerehelichen Beziehung zum Kardinal Rodrigo Borgia auch eine sexuelle Beziehung mit ihrem rechtmäßigen Ehemann Giorgio della Croce. Aus diesem Grund zweifelte der spätere Papst jahrelang seine Vaterschaft an und gewährte dem jüngsten Spross seiner ehemaligen Geliebten keine Begünstigungen. Vanozza de’ Cattanei gelang es jedoch, Alexander VI. von dessen Vaterschaft zu überzeugen, so dass dieser Jofré am 6. August 1493 als seinen jüngsten Sohn offiziell anerkannte. Allerdings ließ sich Alexander auch von politischen Überlegungen leiten, da er für die Umsetzung seiner ehrgeizigen dynastischen Ziele ausreichend Personal benötigte.
Nach der Legitimation Jofrés unterbreiteten sowohl der einflussreiche Kardinal und Vizekanzler Ascanio Sforza als auch der neapolitanische König Ferrante ihre Ehevorschläge. Ascanio Sforza plante, eine unehelich geborene Sforza-Prinzessin mit dem Papstsohn zu verheiraten. Das Paar sollte dann in Bologna regieren, das de jure zum päpstlichen Gebiet gehörte, de facto jedoch von Giovanni II. Bentivoglio beherrscht wurde. Diese Option erschien dem Papst politisch zu riskant und er befürchtete den Machtzuwachs der Sforza im Norden Italiens. Deswegen lehnte er den Vorschlag seines Vizekanzlers ab, stattdessen begünstigte er das neapolitanische Angebot.
Der König von Neapel beabsichtigte seine Enkelin Sancia, uneheliche Tochter seines Sohnes Alfons von Kalabrien, mit einem der Söhne des Papstes zu vermählen. Ferrante benötigte unbedingt die Hilfe des Papstes, um die seit dem Tode Johannas II. († 1435) bestehenden Thronansprüche der französischen Könige auf das Königreich Neapel abzuwehren. Alexander VI. war ebenfalls nicht gewillt, den französischen König Karl VIII. als rechtmäßigen König von Neapel anzuerkennen. Deshalb bestätigte er im März 1494 die Legitimität des aragonesischen Königtums und beauftragte seinen Legaten Juan Borgia, Alfons II. am 2. Mai 1494 zum König von Neapel zu krönen. Er entschied außerdem, dass sein phlegmatischer Sohn Jofré die lebenslustige Sancia (1478–1506) heiraten sollte.

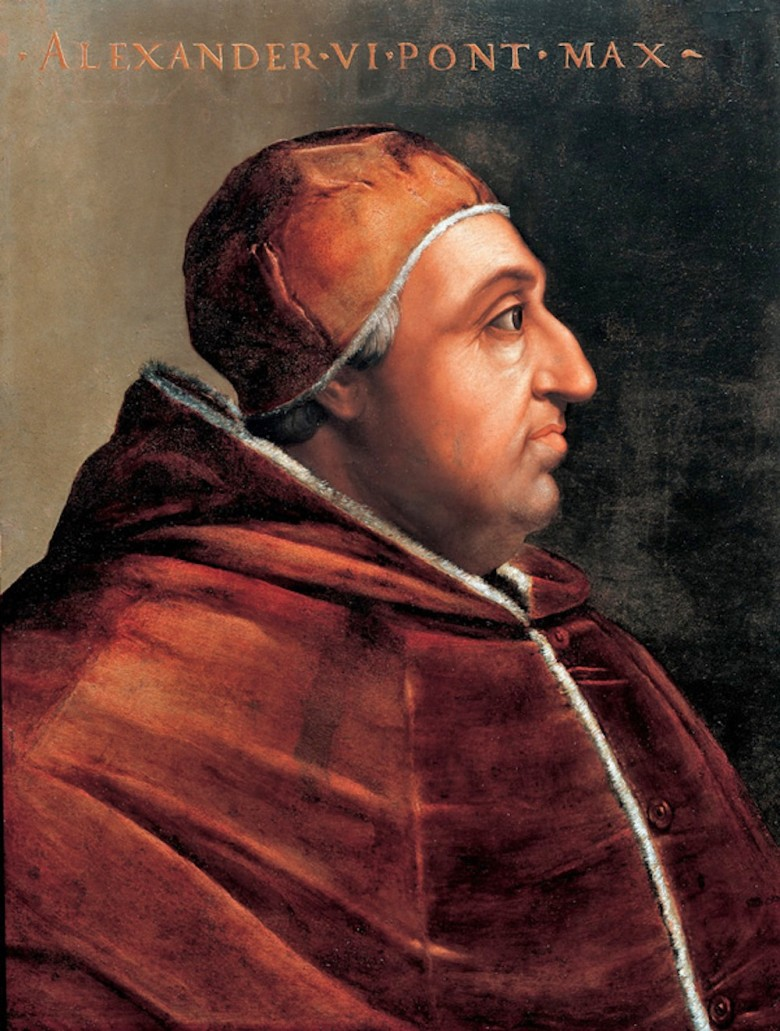
Papst Alexander VI., nach einem Gemälde von Cristoforo dell'Altissimo (Uffizien, Florenz)

Jofré Borgia und Sancia von Aragon vermählten sich am 11. Mai 1494 in Neapel. Diese Ehe festigte das Bündnis zwischen dem Papst und dem neapolitanischen König. Alfons II. übertrug Jofré das Fürstentum Squillace sowie die Grafschaft Cariati. Des Weiteren ernannte er den Borgia-Spross zum Prokurator und Leutnant des Königreiches Neapel und er gewährte ihm eine festgesetzte Jahresrente von 10.000 Dukaten. Im Gegenzug lehnte Alexander VI. im März 1495 die Krönung Karls VIII. zum König von Neapel ab. Er begründete dies damit, dass seine Söhne Juan, Herzog von Gandia, und Jofré sich in den Händen des Hauses Aragon in Spanien und Sizilien befänden. Da die Eheverbindung zwischen Jofré und Sancia beiden Seiten politische Vorteile brachte, erneuerte der Papst 1498 das Bündnis des Kirchenstaates mit dem Königreich Neapel und verheiratete seine Tochter Lucrezia mit dem Bruder Sancias Alfonso von Aragon-Bisceglie (1481–1500).
Allerdings waren die Ehepartner Jofré und Sancia in ihrem Wesen zu verschieden. Die temperamentvolle Schönheit Sancia führte am Hof von Neapel ein ausschweifendes, promiskuitives Leben und der gutmütige Jofré konnte sich nicht gegenüber seiner Ehefrau behaupten. Um weitere Rufschädigungen zu vermeiden, ordnete der Papst die Rückkehr seines Sohnes und dessen Gattin nach Rom an, die am 20. Mai 1496 unter begeisterter Anteilnahme der römischen Bevölkerung erfolgte. Sancia begann in Rom Liebschaften mit Jofrés Brüdern Cesare und Juan und schädigte dadurch schnell den Ruf der Borgia in der römischen Öffentlichkeit.
Schließlich beabsichtigte Alexander VI. nach der im Juni 1497 erfolgten und bis heute nicht aufgeklärten Ermordung seines Sohnes Juan die Ehe zwischen Jofré und Sancia aufzulösen. Er plante stattdessen Sancia mit Cesare zu vermählen und Jofré zum Kardinal zu ernennen. Dies hätte bedeutet, dass Cesare seine Benefizien gegen Jofrés Ehefrau eingetauscht hätte. Da jedoch der neapolitanische König Federigo im Januar 1498 zustimmte, seine eheliche Tochter Carlotta mit Cesare Borgia zu verheiraten, änderte der Papst seine Pläne und entsandte im August 1498 Jofré und Sancia zur offiziellen Krönung Federigos nach Neapel.

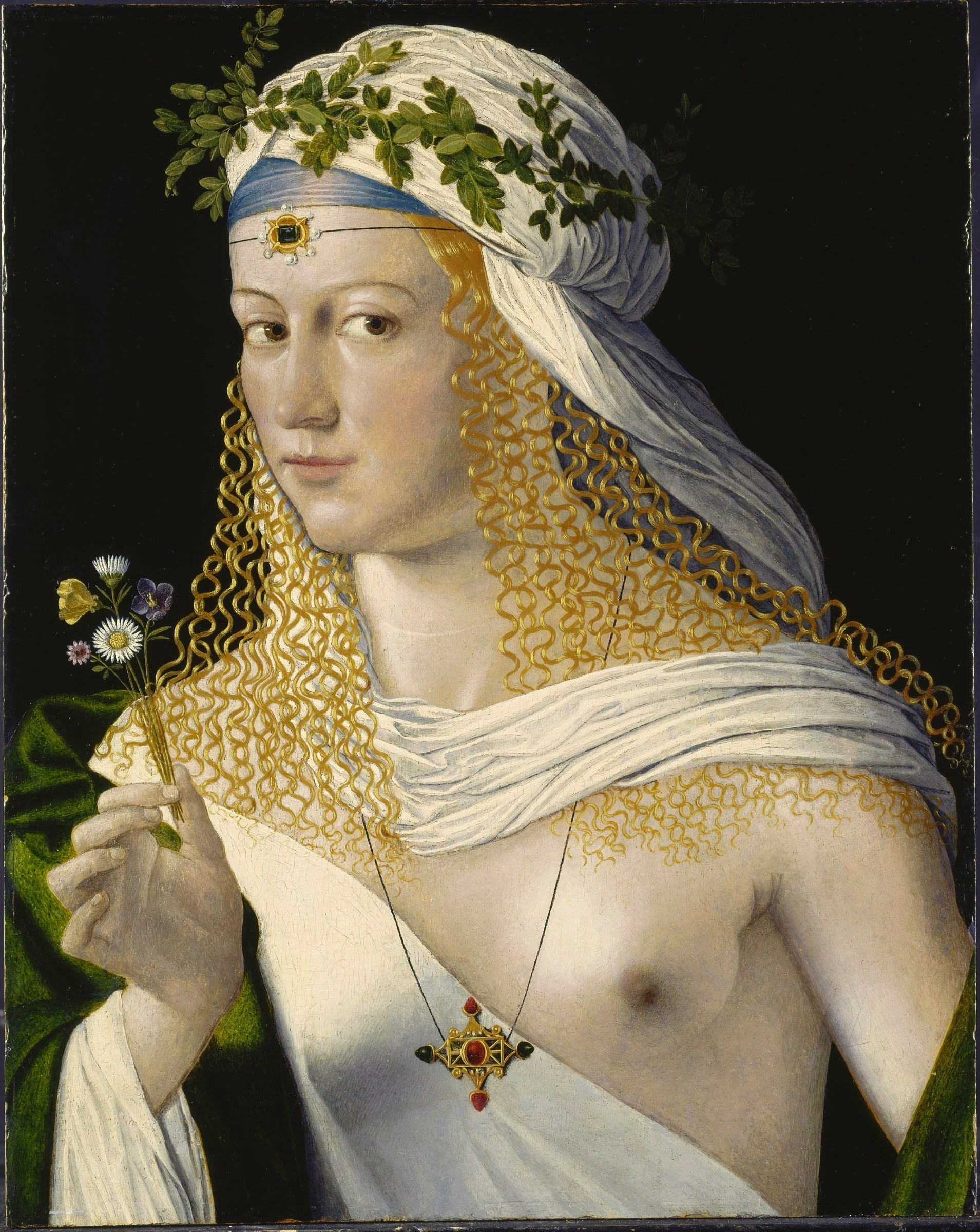
Angebliches Porträt der Lucrezia Borgia, Gemälde von Bartolomeo Veneto

Bereits zu diesem Zeitpunkt leitete Alexander VI. eine politische Kurskorrektur ein. Nach dem Tode des französischen Königs Karl VIII. († 7. April 1498) bildete dessen Nachfolger Ludwig XII. eine gegen das Herzogtum Mailand gerichtete Allianz mit der Republik Venedig. Er benötigte außerdem den kirchlichen Dispens zur Auflösung seiner Ehe mit Jeanne, der Schwester Karls VIII, um danach dessen Witwe Anne de Bretagne zu ehelichen. Für dieses Ziel war der französische König bereit, an Cesare Borgia das Herzogtum Valentinois in der Provence zu übertragen. Cesare erhielt schließlich das Herzogtum, der französische König wurde von seiner Ehefrau geschieden und der Papst beendete das Bündnis mit dem König von Neapel.
Infolge dieser Politik entkam Jofré im Februar 1499 nur knapp einen Mordanschlag aufgebrachter Römer und im Juli 1499 geriet er in bewaffnete Auseinandersetzungen zwischen den Aragonesen und den Borgia-Anhängern. Alfonso von Aragon-Bisceglie floh daraufhin nach Neapel und Sancia von Aragon musste am 7. August 1499 auf Anraten des Papstes ebenfalls Rom in Richtung Neapel verlassen. Lucrezia Borgia, die ihrem Mann und ihrer Schwägerin nach Neapel folgen wollte, wurde vom Papst am 8. August 1499 als Regentin in das Herzogtum Spoleto entsandt. Jofré erhielt deswegen den Auftrag, seine Schwester nach Spoleto zu begleiten, um sie zu unterstützen, aber auch zu kontrollieren. Abseits der römischen Politik konnten Lucrezia und Jofré jedoch Vertrauen zueinander finden, beide blieben seitdem zeitlebens in geschwisterlichen Zuneigung verbunden. Doch bereits am 14. Oktober 1499 kehrten Lucrezia und Jofré nach Rom zurück und Cesare übernahm die Regierung in Spoleto.

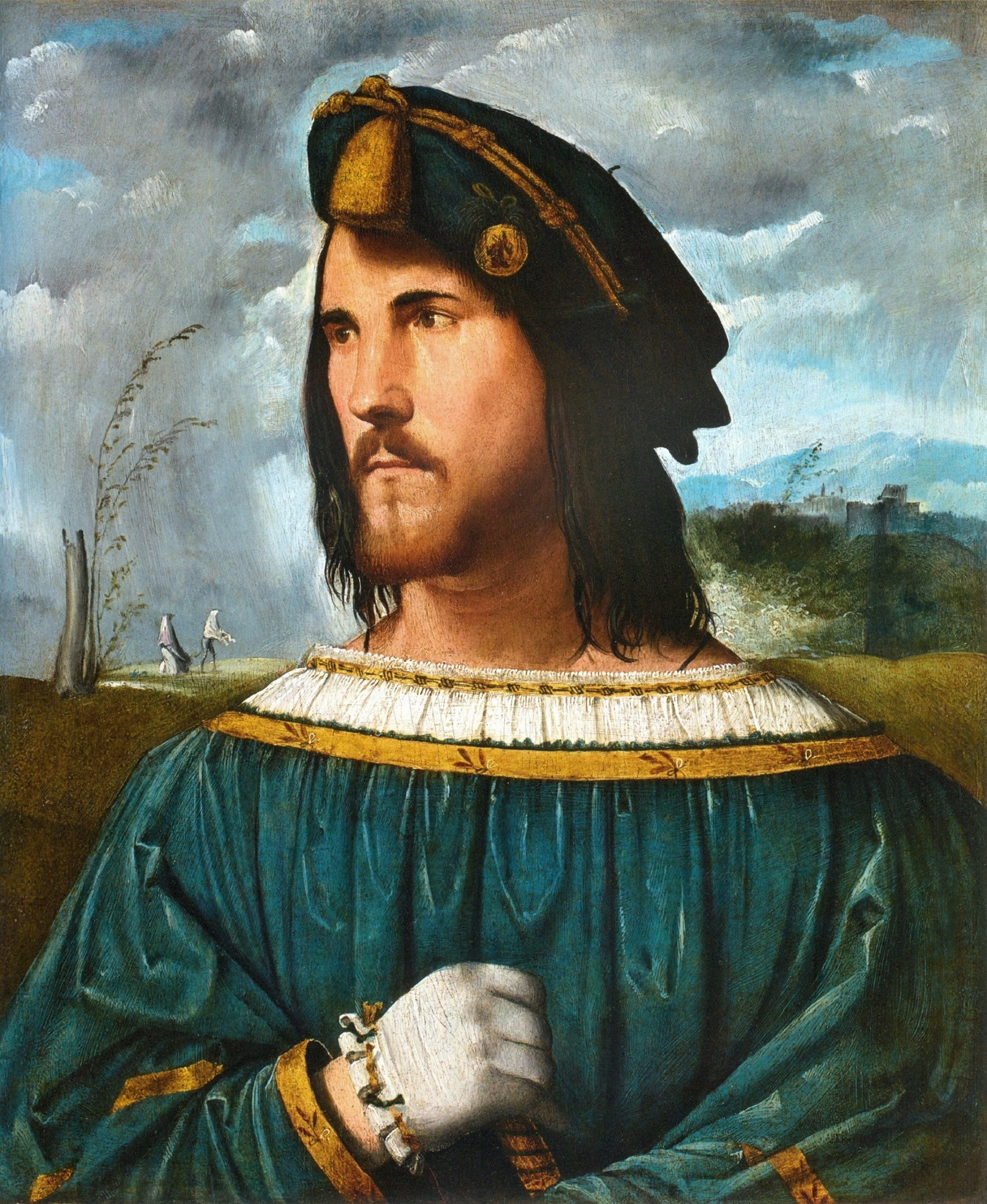
Cesare Borgia, Porträt wahrscheinlich von Giorgione, Bergamo, Galleria dell' Accademia Carrara

Im Januar 1500 führte die Ermordung Alfonsos von Aragon-Bisciglie durch gedungene Auftragsmörder der Borgias zum endgültigen Bruch des römisch-neapolitanischen Bündnisses. Sancia von Aragon kehrte jedoch aufgrund des Unterganges des neapolitanischen Königshauses im Jahre 1501 nach Rom zurück und wurde die Mätresse von Prospero Colonna. Jofré begleitete in den folgenden Jahren seinen Bruder auf dessen Feldzügen. Allerdings erwies er sich häufig als unfähig, die militärischen Aufträge Alexanders VI. oder Cesares auszuführen. Anfang 1503 leitete Jofré nominell den von Cesares Hauptleuten tatsächlich geführten Feldzug gegen Guidobaldo da Montefeltro, Herzog von Urbino, und den Feldzug gegen die römische Familie Orsini.
Am 18. August 1503 verstarb Alexander VI. Seine Söhne Cesare und Jofré sowie deren Mutter Vanozza mussten Rom am 2. September 1503 fluchtartig verlassen. Wenig später brachte Prospero Colonna Sancia von Aragon nach Neapel in Sicherheit. Im Frühjahr 1504 reisten Cesare und Jofré ebenfalls nach Neapel zu Sancia, die sich inzwischen als Mätresse des spanischen Vizekönigs Consalvo di Cordoba etabliert hatte. Cesare versuchte seine Schwägerin und seinen Bruder zu versöhnen, doch Jofré war nicht mehr bereit, einerseits seiner Frau zu verzeihen, andererseits den Wünschen seines Bruders zu folgen. Er trennte sich von Sancia und begab sich nach Spanien.
Dort heiratete Jofré wenige Monate nach dem Tod seiner Frau Sancia († 1506) seine Verwandte Maria de Milà. Sie zogen 1507 nach Kalabrien und lebten seitdem im Fürstentum Squillace, das Jofré behalten durfte und wo er den noch heute existierenden Ort Borgia gründete. Im Dezember 1516 oder Januar 1517 (das genaue Datum ist nicht bekannt) verstarb Jofré Borgia. Überliefert ist nur ein Brief Lucrezias vom Januar 1517, in dem sie ihrer Schwägerin Isabella d’Este mitteilte: „…, dass der Tod Jofrés mich schwer getroffen hatte.“

## Ehen und Kinder
Jofré heiratete am 11. Mai 1494 Sancia von Aragon (1478–1506), eine uneheliche Tochter des neapolitanischen Königs Alfons II. und Truzia Gazella (oder Trusia Gazullo). Die Ehe blieb kinderlos.
Seine zweite Ehe schloss Jofré 1507 mit María de Milán y Aragón. Sie war eine Hofdame der spanischen Infantin Catalina von Aragón, der ersten Ehefrau von König Heinrich VIII. England. Sie war eine entfernte Verwandte aus Spanien und Tochter von Jaime de Milán y Aragón, Graf von Albayada, und Leonor de Aragón, einer Nichte von König Ferdinand II. von Spanien. Aus der glücklichen Ehe entstammten:
1. Francesco Borgia, Fürst von Squillace und Graf von Oliveto, der in erster Ehe mit Isabella Piccolomini und in zweiter Ehe mit Isabella d’Aragon verheiratet war. Er war Vater von Juan de Borja, Fürst von Squillace, und Großvater von Pedro de Borja, Fürst von Squillace. Von ihm stammt der noch heute blühende Zweig der Fürsten Borgia-Squillace ab.[3]
2. Lucrezia Borgia wurde mit Giovanni Battista Carafa, dritter Graf von Grotteria und erster Marchese von Catelvetere, verheiratet.[3]
3. Antonia Borgia wurde mit Antonio Piccolomini d'Aragona, vierter Marchese von Delicete, verheiratet.[3]
4. Marina Borgia wurde mit Michele d'Aierbe d'Aragona, zweiter Graf von Simari, verheiratet.[3]

Außerdem existierte ein unehelicher Sohn, der bei Vanozza de’ Cattanei in Rom aufwuchs.